# 希孔巴
14°8′S 14°55′E / 14.133°S 14.917°E
希孔巴（葡萄牙語：Chicomba），是個位於安哥拉西南部的城鎮，由威拉省負責管轄，處於然巴以西，面積4,203平方公里，2014年人口110,000，人口密度每平方公里26人。